# Selección femenina de rugby league de Brasil
La Selección femenina de rugby league de Brasil es el representante de dicho país en la modalidad de Rugby League.

## Historia
En noviembre de 2018, jugó el primer partido test match en formato de Rugby 13 femenino en Sudamérica, frente al combinado de Argentina en Sao Paulo, triunfando por un marcador de 44 a 0, consiguiendo la Copa Sudamericana 2018, la cual lo clasificó a la Copa Mundial Femenina de Rugby League de 2021.
En noviembre de 2022 participó por primera vez en la Copa Mundial Femenina de Rugby League disputada en Inglaterra, no logrando superar la fase de grupos, luego de tres derrotas frente a Inglaterra, Papúa Nueva Guinea y Canadá.

## Partidos disputados

### Rugby League XIII
| 25 de noviembre de 2018 | Brasil | 48 - 0 | Argentina | São Paulo, Brasil |  |

| 27 de octubre de 2022 | Brasil | 4 - 16 | Francia | Keighley, Inglaterra |  |

| 1 de noviembre de 2022 | Brasil | 4 - 72 | Inglaterra | Leeds, Inglaterra |  |

| 5 de noviembre de 2022 | Brasil | 0 - 70 | Papúa Nueva Guinea | Hull, Inglaterra |  |

| 9 de noviembre de 2022 | Brasil | 16 - 22 | Canadá | Leeds, Inglaterra |  |

| 6 de noviembre de 2024 | Brasil | vs. | Estados Unidos | Jacksonville, Estados Unidos |  |

| 9 de noviembre de 2024 | Brasil | vs. | Por determinar | Jacksonville, Estados Unidos |  |

## Participación en copas

### Copa Mundial
- 2000 al 2017: sin  participación
- Inglaterra 2021 : fase de grupos
- 2026 : por clasificar

### Copa Sudamericana
- Copa Sudamericana 2018: Campeón

### Otros
- Qualy RLWC 2026: a disputarse[5]

## Palmarés
- Copa Sudamericana Femenina: 2018